# Jean-Pierre Putters
Jean-Pierre Putters, né le 29 mars 1946 à Paris et mort le 10 mai 2025 à Moissy-Cramayel, est un journaliste français, critique de cinéma fantastique.

## Biographie
Jean-Pierre Putters est le fondateur de la revue Mad Movies en 1972. En 1979, il ouvre la librairie de cinéma Movies 2000 à Paris. Il crée en 1986 le magazine Impact, plus consacré aux films d'action, aux thrillers et au film noir.
Il écrit plusieurs livres sur le cinéma fantastique dans les années 1990 : Ze craignos monsters, Ze craignos monsters : le retour, Ze craignos monsters : le re-retour et 101 monstres ringards. En 2011, il sort un livre appelé Ça l'affiche mal ! consacré aux affiches de cinéma du Ghana.
Le 25 janvier 2013, Jean-Pierre Putters lance une nouvelle revue bimestrielle intitulée Metaluna orientée cinéma de genre, musique hard rock et érotisme. Il en résultera une rupture avec l'équipe de Mad Movies.

### Acteur
On peut aussi l'apercevoir en tant qu'acteur dans des petites productions françaises comme Mad Mutilator de N.G. Mount (alias Norbert Moutier), Night of Vampyrmania ou Time Demon, tous deux de Richard J. Thomson.  

### Producteur
Jean-Pierre Putters a produit presque tous les films de son ami Richard J. Thomson. Il dirige Metaluna production avec son ami Fabrice Lambot : production de films de genre et de clips vidéo, distribution de films ou de séries étrangers sur le territoire français, édition du magazine Metaluna.

## Publications
- Ze craignos monsters - tome 1, Vents d'Ouest, 1991
- Ze craignos monsters - tome 2 : le retour, Vents d'Ouest, 1995
- Ze craignos monsters - tome 3 : le re-retour, Vents d'Ouest, 1998
- Ze craignos monsters - tome 4 : le retour du fils de la vengeance, préface de Joe Dante, Vents d'Ouest, 2014, env. 240 p. Le livre dresse un bilan d’un genre cinématographique humoristique et terrifiant.
- 101 monstres ringards, Vents d'Ouest, 1999
- Ça l'affiche mal ! : le meilleur du pire des affiches de cinéma du monde, Le Ghana, Le Bord de l'eau, 2011
- « Mad Movies », la légende : « Mad », ma vie !, Pertuis, Rouge Profond, coll. « Raccords », 2012, 220 p. (ISBN 978-2-915083-55-2, présentation en ligne)
- Belles et Rebelles, Rouge Profond, 2019

## Ses apparitions ciné
- Time Demon (1996) de Richard J. Thomson
- Time Demon 2
- Mad Mutilator (1983) de NG. Mount
- Night of Vampyrmania (1993) de Richard J. Thomson

## Collaborations ciné
- Sang du Chatiment de Francis Lambot (court métrage)
- Dying God de Francis Lambot (long métrage)